# 鎌倉五名水
鎌倉五名水（かまくらごめいすい）または鎌倉五水（かまくらごすい）は、江戸時代編纂の『新編鎌倉志』で良質水に選定された、神奈川県鎌倉市内の5ヶ所の湧水である。
1. 梶原太刀洗水（かじわらたちあらいみず）
朝比奈切通しにある湧水。梶原景時が上総広常を謀殺した後、その太刀を洗い清めた水だと伝わる。
2. 金龍水（きんりゅうすい）[1]
建長寺門前にあったが、道路拡張工事の際に埋められ、現存しない。
3. 銭洗水（ぜにあらいみず）[2]
銭洗弁財天宇賀福神社の湧水。源頼朝が霊夢に従い見つけたと伝わり、この水で銭貨を洗うと何倍にもなって返ってくるといわれる。
4. 日蓮乞水（にちれんこいみず）[3]
名越切通しにある湧水。日蓮が杖を突き刺したら湧き出たと伝えられる。
5. 不老水（ふろうすい）[4]
建長寺境内にあったとされるが、現存しない。